# Anilios nigricaudus
Espèce
Synonymes
- Typhlops nigricauda Boulenger, 1895

Anilios nigricaudus est une espèce de serpents de la famille des Typhlopidae. 

## Répartition
Cette espèce est endémique d'Australie.

## Publication originale
- Boulenger, 1895 : Descriptions of a new Snake and a new Frog from North Australia. Proc. zool. Soc. London, vol. 1895, p. 867 (texte intégral).